# John Part
John Part (Toronto, 1966. június 29. –) háromszoros világbajnok kanadai dartsjátékos, szakkommentátor. 1993-tól 1997-ig a British Darts Organisation, majd 1997-től 2020-ig a Professional Darts Corporation tagja. Ő volt az első nem európai játékos, aki világbajnokságot tudott nyerni, egyben azon kevés játékosok egyike, akik mind a két szervezetnél világbajnoki címet tudtak szerezni; 1994-ben a BDO-nál, 2003-ban és 2008-ban a PDC-nél lett világbajnok. Beceneve "Darth Maple".

## Pályafutása

### Kezdetek, BDO
Part 1987-ben kezdett el dartsozni, miután a szüleitől karácsonyra kapott egy dartstáblát. 1993-ban a BDO-nál kezdte pályafutását, ahol először 1994-ben indult világbajnokságon. Ebben az évben Part rögtön meg is nyerte a vb-t, ahol a döntőben az angol Bobby George-ot verte meg 6–0-ra, ezzel ő lett a sportág első nem európai vb-győztese. Ezután még három világbajnokságon indult a BDO-nál (1995, 1996, 1997), de mindháromszor a második kör jelentette számára a végállomást. 1997-ben elhagyta a BDO-t és átszerződött a PDC-hez.

### PDC
Miután Part átjött a PDC-hez, rögtön első évében részt is vett első világbajnokságán. A vb nem sikerült számára túl jól, mivel már a csoportkörben kiesett az angol Peter Evison ellen. A következő vb-n is már az első körben kiesett, ezúttal Alan Warriner-Little elleni 0–3-as vereséggel.
2000-ben már egy körrel tovább jutott a világbajnokságon, ahol a második körben Dennis Smith-t nem tudta legyőzni. Part számára az igazi áttörés a 2001-es világbajnokságon érkezett el, ahol egészen a döntőig jutott. Ott az ellenfele a sorozatban hetedik PDC vb címére hajtó Phil Taylor volt. Partnak a döntőben nem nagyon volt esélye és 7–0-ra kikapott Taylortól.
A következő világbajnokságon a negyeddöntőig jutott, ahol újra Taylor volt az ellenfele. Az előző évi döntőhöz hasonlóan Partnak ezúttal sem volt esélye, és 6–0-s vereséggel búcsúzott a tornától. Ebben az évben két nagytornán is döntőt játszott, de sem a World Matchplay-t, sem a World Grand Prix-t nem sikerült megnyernie.
2003-ban megszerezte első világbajnoki címét a PDC-nél, miután a döntőben egy szoros mérkőzésen legyőzte Taylor-t 7–6-ra. Taylor először szenvedett vereséget a világbajnokságon az 1994-ben Dennis Priestley-vel szemben elvesztett vb-döntőt követően. A vb után Part fél éven keresztül vezette a PDC világranglistáját. 2004-ben nem sikerült címvédőként számára a világbajnokság, csak a harmadik körig jutott, ahol Mark Dudbridge búcsúztatta. A következő világbajnokságon is ugyanígy esett ki a harmadik körben Dudbridge ellen. 2005-ben a World Matchplay-en döntőt játszott, ahol Colin Lloyd ellen szenvedett vereséget 16–12-re.
Part-nak 2006-ban is csak a harmadik körig tartott a vb, ezúttal Wayne Mardle-t nem tudta legyőzni. Ebben az évben megnyerte a Las Vegas Desert Classic kiemelt PDC tornát, a döntőben Raymond van Barneveld-et győzte le 6–3-ra. 2007-ben a világbajnokságon csak a második körig jutott, ahol Chris Mason ellen kapott ki 4–2-re.
A következő világbajnokságon 2008-ban, Partnak újra összejött a világbajnoki cím. A döntőben a selejtezőből menetelő, mindössze 21 éves Kirk Shepherd-el csapott össze. Part 7–2-re győzedelmeskedett, így megszerezte második PDC-s világbajnoki címét, ami összességében már a harmadik volt karrierje során.
2009-ben címvédőként újra nem sikerült számára jól a vb, mivel már az első körben kiesett az amerikai Bill Davis ellen. 2010-ben a második körig jutott, ahol a 2008-as vb döntős ellenfele, Kirk Shepherd ejtette ki. 2011-ben újra már az első körben kiesett, ezúttal a dán Per Laursen ellen. Part a 2011-es World Matchplay-en megdobta élete első kilencnyilasát televíziós mérkőzésen.
A 2012-es vb-n egészen a negyeddöntőig jutott, először John Henderson-t, utána Ritchie Burnett-et, majd Kevin Painter-t is legyőzte. A negyeddöntőben már nem sikerült nyernie, James Wade ellen kikapott 5–4-re. Part ezután már csak három világbajnokságra jutott ki, 2013-ban és 2014-ben a második körben esett ki, eddigi legutolsó vb-jén 2015-ben pedig az első körben.

## Döntői

### BDO nagytornák: 1 döntős szereplés
| Történet                 |
| BDO Világbajnokság (1–0) |

| Eredmény | Sorszám | Év   | Bajnokság          | Ellenfél a döntőben | Pontok   |
| Győztes  | 1.      | 1994 | BDO Világbajnokság | Bobby George        | 6–0 (sz) |

### WDF nagytornák: 1 döntős szereplés
| Eredmény | Sorszám | Év   | Bajnokság        | Ellenfél a döntőben | Pontok     |
| Győztes  | 1.      | 2002 | WDF Americas Cup | Wayne Copeland      | Ismeretlen |

### PDC nagytornák: 10 döntős szereplés
| Történet                       |
| PDC Világbajnokság (2–1)       |
| World Matchplay (0–2)          |
| World Grand Prix (0–2)         |
| UK Open (0–1)                  |
| Las Vegas Desert Classic (1–1) |

| Eredmény | Sorszám | Év   | Bajnokság                | Ellenfél a döntőben   | Pontok    |
| Döntős   | 1.      | 2001 | PDC Világbajnokság       | Phil Taylor           | 0–7 (sz)  |
| Döntős   | 2.      | 2002 | World Matchplay          | Phil Taylor           | 16–18 (l) |
| Döntős   | 3.      | 2002 | World Grand Prix         | Phil Taylor           | 3–7 (sz)  |
| Győztes  | 1.      | 2003 | PDC Világbajnokság       | Phil Taylor           | 7–6 (sz)  |
| Döntős   | 4.      | 2003 | Las Vegas Desert Classic | Peter Manley          | 12–16 (l) |
| Döntős   | 5.      | 2003 | World Grand Prix         | Phil Taylor           | 2–7 (sz)  |
| Döntős   | 6.      | 2004 | UK Open                  | Roland Scholten       | 6–11 (l)  |
| Döntős   | 7.      | 2005 | World Matchplay          | Colin Lloyd           | 12–18 (l) |
| Győztes  | 2.      | 2006 | Las Vegas Desert Classic | Raymond van Barneveld | 6–3 (sz)  |
| Győztes  | 3.      | 2008 | PDC Világbajnokság (2)   | Kirk Shepherd         | 7–2 (sz)  |

### PDC European Tour-versenyek: 1 döntős szereplés
| Történet    |
| Egyéb (1–0) |

| Eredmény | Sorszám | Év   | Bajnokság  | Ellenfél a döntőben | Pontok  |
| Győztes  | 1.      | 2013 | UK Masters | Stuart Kellett      | 6–4 (l) |

1. 1 2 3 4  (l) = pontszám legekben, (sz) = pontszám szettekben.

## További tornagyőzelmei
| Players Championship - Players Championship (AUT): 2011 - Players Championship (CAN): 2011 - Players Championship (DER): 2011 - Players Championship (GIB): 2008 - Players Championship (HAY): 2007 UK Open Regionals/Qualifiers - Regional Final (SWE): 2003 European Tour Events - UK Masters: 2013 - PDC Eastbourne Open: 2000 - PDC Nations Cup Singles: 2002 - PDC Northern Ireland Open: 2002 - America's Cup Singles: 2002 - Blueberry Hill: 2001, 2002 - Bob Jones Memorial: 2005 - Canadian Mixed Pairs: 1995 - Canada National Ch'ships: 1995, 2001, 2002, 2004, 2007 - Canadian Open: 1995, 2001, 2004 | - CDC Tour Event: 2018 - Cleveland Darts Extraveganza: 2002 - Golden Harvest North American Cup: 2004 - Ireland Open Autumn Classic: 2002 - Ireland Open Spring Classic: 2002 - Klondike Open: 1993, 1996, 1998 - Las Vegas Open: 1998 - North American Darts Ch'ship: 2010 - North American Pro Tour Chicago: 2012 - Ontario Champion: 1992, 1993, 1995, 1998, 2002 - Pacific Cup Pairs: 1994 - Pacific Cup Mixed Pairs: 1994 - Quebec Open: 1994, 1996, 1999, 2002 - Shanghai International Darts Open: 2009 - Soft Tip Bullshooter World Ch'ship: 2008 - USA Darts Classic: 2000 - Vauxhall Autumn Open: 2003 - Vauxhall Spring Open: 2002, 2003 - Virginia Beach Darts Classic: 2002 - WDF World Cup Pairs: 1993 - West Tyrone Open: 2002, 2003 - Windy City Open: 2002, 2003 - World Cup International Open: 1995 - WDF Americas Cup Singles: 2002 |

## Televíziós 9 nyilasai
| Időpont          | Ellenfél     | Torna           | Kombináció                      | Díjazás  |
| ---------------- | ------------ | --------------- | ------------------------------- | -------- |
| 2011. július 16. | Mark Webster | World Matchplay | 3 x T20; 3 x T20; T20, T19, D12 | 10 000 £ |

## Világbajnoki szereplései

### BDO
- 1994: Győztes ( Bobby George ellen 6–0)
- 1995: Második kör (vereség  Paul Williams ellen 2–3)
- 1996: Második kör (vereség  Steve Beaton ellen 0–3)
- 1997: Második kör (vereség  Roger Carter ellen 1–3)

### PDC
- 1998: Csoportkör (Legjobb 24) (vereség  Peter Evison ellen 2–3 és győzelem  Paul Lim ellen 3–1)
- 1999: Első kör (vereség  Alan Warriner-Little ellen 0–3)
- 2000: Második kör (vereség  Dennis Smith ellen 0–3)
- 2001: Döntő (vereség  Phil Taylor ellen 0–7)
- 2002: Negyeddöntő (vereség  Phil Taylor ellen 0–6)
- 2003: Győztes ( Phil Taylor ellen 7–6)
- 2004: Harmadik kör (vereség  Mark Dudbridge ellen 3–4)
- 2005: Harmadik kör (vereség  Mark Dudbridge ellen 2–4)
- 2006: Harmadik kör (vereség  Wayne Mardle ellen 2–4)
- 2007: Második kör (vereség  Chris Mason ellen 2–4)
- 2008: Győztes ( Kirk Shepherd ellen 7–2)
- 2009: Első kör (vereség  Bill Davis ellen 0–3)
- 2010: Második kör (vereség  Kirk Shepherd ellen 1–4)
- 2011: Első kör (vereség  Per Laursen ellen 0–3)
- 2012: Negyeddöntő (vereség  James Wade ellen 4–5)
- 2013: Második kör (vereség  Terry Jenkins ellen 1–4)
- 2014: Második kör (vereség  Wes Newton ellen 0–4)
- 2015: Első kör (vereség  Keegan Brown ellen 2–3)

### WSDT
- 2022: Második kör (vereség  John Walton ellen 1–3)
- 2023: Második kör (vereség  Darryl Fitton ellen 2–3)